# ياسوهيتو سوزوكي
ياسوهيتو سوزوكي (باليابانية: 鈴木 康仁) (19 ديسمبر 1959 في أوساكا في اليابان – )؛ هو لاعب كرة قدم ياباني سابق كان يلعب كحارس مرمى. سبق له أن لعب مع منتخب اليابان.

## مسيرته الكروية
لعب ياسوهيتو سوزوكي خلال مسيرته الاحترافية مع نادِ واحدٍ في خمسة مواسم ولم يسجل خلالها أي هدف ضمن 8 مباريات. ولم يفز بأي موسم بالكأس وفاز في موسم واحد بالدوري.
خاض ياسوهيتو سوزوكي مسيرته مع نادي سيريزو أوساكا في موسم 1978 ليلعب معه خمسة مواسم، مشاركًا في 8 مباريات ولم يسجل أي هدف.

## وصلات خارجية
- ياسوهيتو سوزوكي على موقع الاتحاد الدولي (مؤرشف)  (الإنجليزية)
- ياسوهيتو سوزوكي على موقع ناشيونال فوتبول تيمز (الإنجليزية)
- ياسوهيتو سوزوكي على موقع عالم كرة القدم.نت (الإنجليزية)
- National Football Teams
- Japan National Football Team Database